# Fixies: トップシークレット
"Fixies:トップシークレット"（フィクシーズ・トップシークレット、ロシア語: Фиксики: Большой секрет）は、ロシアの長編アニメーション映画。ロシアのアニメーションスタジオ「Аэроплан」（ロシア語で「飛行機」の意味）によって製作された。
ロシアでの公開日は2017年11月2日を予定している。

## 物語
電化製品の中に住んでいる小さな生き物の物語。
彼らは、人間から隠れていろいろな電気に関する仕事をしています。彼らは依頼があるとすぐに住処から飛び出して、修理に出かけるのです。

## 声の出演
- ドミトリー・ナザロフ（ロシア語版）
- アレクサンドル・プーシュノイ（ロシア語版）
- ラリーサ・ブロフマン（ロシア語版）
- ディオミッド・ヴィノグラドフ
- インナ・コロリョワ
- ピョートル・イワシェンコ（ロシア語版）
- ヤコブ・ワシリエフ
- ダリヤ・コルヴァシワ
- フェリックス・ゴロヴニーン
- ヴァルヴァラ・アビドール
- エカテリーナ・セミョーノワ（ロシア語版）
- プラホール・チェーホフ
- スタニクラフ・エフシン

## マーケティング
2016年12月27日にYoutubeに予告編となる映像が公開された。

## 続編について
2017年7月20日に、この作品の続編の制作を開始したことが発表された。
主人公の声優を引き続きドミトリー・ナザロフが務めるほか、新たにノンナ・グリシャエワとラリーサ・ブロフマン、有名ブロガーであるСыендукが声優陣に加わる。